# Kotlina Dąbrowska
Kotlina Dąbrowska – kraina geograficzna na Wyżynie Śląskiej, główne miasto to Dąbrowa Górnicza. Kotlina jest rozciągniętym wzdłuż biegu Czarnej Przemszy rozległym obniżeniem terenu o powierzchni ok. 188 km² i nieregularnym kształcie, rozciąga się od Przeczyc do Będzina i od Czarnej Przemszy do Pustyni Błędowskiej. Kotlina Dąbrowska ma pochodzenie denudacyjne, utworzyła się na skrzyżowaniu przedłużonej antykliny z elewacją poprzeczną.